# FlyEye (БпЛА)
FlyEye — безпілотний літальний апарат розроблений польською компанією WB Electronics. Вперше представлений в 2010 році.

## Історія
FlyEye створений інженерами з компанії Flytronic, що, в свою чергу, належить компанії WB Electronics. Вперше був представлений широкому загалу 14 червня 2010 року на виставці Eurosatory в Парижі.
Вже у жовтні 2010 року FlyEye був використаний для пошуку зниклої дитини поблизу міста Августів.
У жовтні 2010 року підрозділ забезпечення військ спеціального призначення JW NIL оголосив тендер на поставку двох комплектів безпілотних літальних апаратів. Тендер виграв продукт WB Electronics, який 10 грудня того ж року представив злегка модернізовану версію свого оригінального БпЛА FlyEye (серед іншого, зміни торкнулись форми хвоста, була змінена форма та збільшена площа крил). Окрім FlyEye польські військові використовують БПЛА Aeronautics Orbiter, Aeronautics Aerostar та Boeing ScanEagle. Проте FlyEye став першим БпЛА вітчизняного виробництва.
13 лютого 2013 року було підписано угоду на поставку 12 комплектів безпілотних літальних апаратів FlyEye польській армії. Дев'ять з них, як очікується, надійдуть до підрозділів спецпризначення. Комплекси мали бути доставлені до 15 листопада 2013 року. Через рік, 4 липня 2014 року інспекція озброєння заявила про придбання іще одного комплекту FlyEye.
23 грудня 2014 року WB Electronics FlyEye став переможцем тендера для безпілотних літальних апаратів класу міні для прикордонної охорони. 13 лютого 2015 прикордонники опублікували інформацію про замовленні пристроїв для Надбужанського відділу прикордонної охорони у місті Холм.

## Конструкція

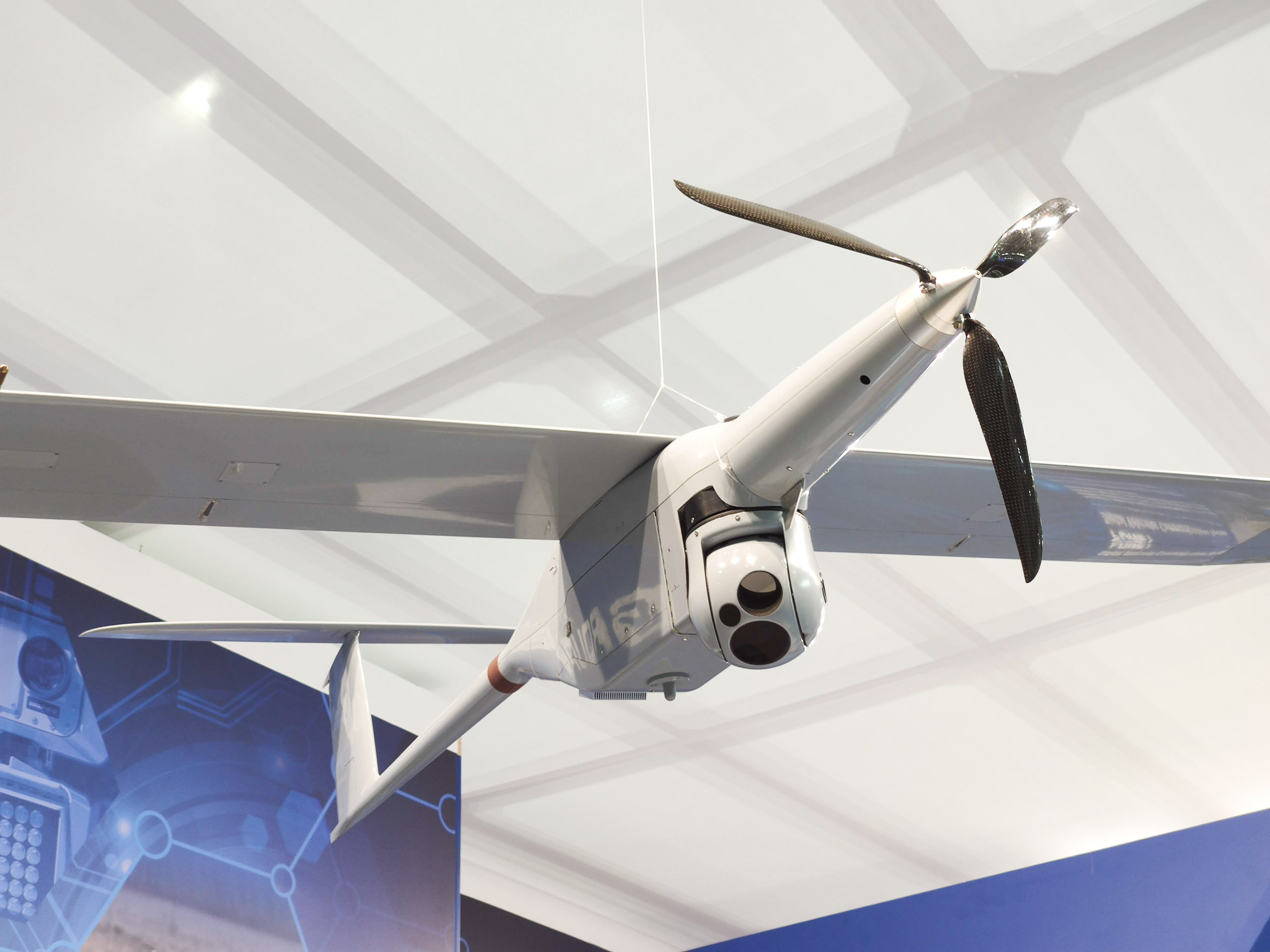
Спостережна головка FlyEye зблизька, 2021 рік

FlyEye виготовлений з композитних матеріалів за схемою високоплан. Літальний апарат стартує з руки та не потребує додаткових пристроїв запуску.
В носовій частині літака є складаний пропелер, корисне навантаження розміщене під корпусом в районі центру мас.
Камера Лот може повністю управлятися вручну з пульта управління (на відстані до 30 км) або працювати повністю автономно, згідно підготовленої програми, з можливістю ручного регулювання під час польоту.
Перед приземленням корисне навантаження скидається на парашуті, а планер літального апарата баражує до заданого місця посадки.

## Бойове застосування

### Афганістан
БпЛА FlyEye були застосовані польськими військовими із підрозділу спец призначення JW NIL у складі польського контингенту ISAF.

### Російсько-українська війна
БпЛА FlyEye використовувались українськими військовими у війні з російськими бойовиками у війні на сході України. Принаймні, відомо про застосування БпЛА цієї моделі з березня 2015 року.
Станом на 2016 рік Збройні Сили та Національна Гвардія використовували 4 комплекси тактичного БпАК поля бою «Fly Eye», які були поставлені в Україну як в рамках волонтерської підтримки, так і в рамках закупок для Міноборони через ДК «Укрспецекспорт». Право на проведення гарантійного та післягарантійного обслуговування БпАК «Fly Eye» в Україні, на підставі відповідних угод з виробником, має чернігівське ПАТ «ЧеЗаРа».
Для виконання місій з забезпечення роботи артилерії в зоні АТО застосовуються й інші безпілотні комплекси української розробки, проте вони поступаються можливостями БпАК «Фурія» з індексом А1-СМ та «Fly Eye».
Дані БпЛА також успішно використовували українські військові й під час повномасштабного російського вторгнення. Схвальні відгуки отримали наявні у літального апарата засоби захисту від систем радіоелектронної боротьби.

## Оператори
- Польща
- Україна
  - Збройні Сили України
  - Національна Гвардія України